# Équipe d'Andorre masculine de basket-ball
Cet article traite de l'équipe masculine. Pour l'équipe féminine, voir Équipe d'Andorre féminine de basket-ball.
Maillots
L'équipe d'Andorre masculine de basket-ball est l'équipe nationale qui représente Andorre dans les compétitions internationales masculine de basket-ball. Elle est placée sous l'égide de la Fédération andorrane de basket-ball (FAB). L'équipe est affiliée à la FIBA depuis 1988.
La formation participe à la troisième division du championnat d'Europe de basket-ball masculin (Division C) organisé par la FIBA Europe et représente régulièrement la principauté aux Jeux des petits États d'Europe.

## Parcours auxChampionnats d'Europe (Division C)
| - 1988 : NP | - 1990 : NP - 1992 : NP - 1994 : 8e - 1996 : 6e - 1998 : | - 2000 : - 2002 : 4e - 2004 : - 2006 : - 2008 : 4e | - 2010 : - 2012 : - 2014 : - 2016 : - 2018 : 5e - 2019 : NP |

## Parcours aux Jeux des petits États d'Europe
| - 2003 : 5e - 2005 : 5e - 2007 : 4e - 2009 : | - 2011 : NT - 2013 : - - 2015 : - - 2017 : - - 2019 : - |